# Wostok 8K72-1
Wostok 8K72-1 – pełna nazwa głównego stopnia radzieckich rakiet nośnych Wostok 8K72. Dookoła niego umieszczano cztery stopnie zerowe (pomocnicze), Wostok 8K72-0.

## Wersja K
Zmodyfikowana wersja tego członu, 8K72K-1, została użyta w rakiecie nośnej Wostok 8K72K. Różnica polegała w zastosowanym silniku. W wersji K było to RD-108-8D75-1959. Człon był używany w latach 1960-1964. Użyto go w ilości 13 sztuk.